# Virginia Martínez
Virginia Martínez (Molina de Segura, Région de Murcie, 1979), est une femme chef d'orchestre espagnole.
Dès ses 13 ans, elle est nommée chef du chœur pour enfants Hims Mola (à Molina de Segura), jusqu'en 1999. Durant cette période, elle prend plusieurs cours de direction du chœur et d'orchestre.
En 1999, elle commence des études de direction à Vienne, avec notamment Reinhard Schwarz et Georg Mark. Elle finit ses études en juin 2003. Avec l'Ensemble de musique contemporaine du Conservatoire de Vienne, elle interprète Les Oiseaux exotiques d'Olivier Messiaen en octobre 2002. En février 2003, elle dirige la création de Deus ex Machina de Markus Preisl avec ce même ensemble. En avril 2003, elle dirige la pièce Winterlandschaft (Paysage d'hiver) de Stefan Holl.